# Hydraena appalachicola
Hydraena appalachicola är en skalbaggsart som beskrevs av Perkins 1980. Hydraena appalachicola ingår i släktet Hydraena och familjen vattenbrynsbaggar. Inga underarter finns listade i Catalogue of Life.